# Giorgio Schöttler
Giorgio Schöttler (Napoli, 15 maggio 1969) è un produttore televisivo e sceneggiatore italiano.

## Biografia
Laureato in Storia contemporanea è da sempre appassionato dei generi fantasy, mistery e fantascienza, si dedica sin da giovanissimo al lavoro autorale su questi temi per diverse case editrici italiane pubblicando per Vallardi il saggio Elfi, gnomi, nani e folletti. Dizionario del Piccolo Popolo e scrivendo sceneggiature per l'Intrepido. Nel 1997, con Guglielmo Duccoli e Alfredo Castelli, firma come autore per Mediaset la serie televisiva mistery AleX, indagini su mondi segreti, con Romina Mondello protagonista. È ideatore, produttore e scrittore del talk-game per ragazzi di RaiDue Guelfi e Ghibellini (2004).

## ARTIS Edizioni Digitali SpA
Il 22 febbraio 2005 fonda la casa di produzione televisiva e cinematografica ARTIS con la quale produce la miniserie tv in due puntate Giuseppe Moscati - L'amore che guarisce di Giacomo Campiotti, che, dopo aver vinto il "Premio Maximo al miglior Prodotto e miglior Produzione" al Roma Fiction Fest 2007 nel mese di luglio, riscuote un larghissimo consenso di pubblico in prima serata su RaiUno nel mese di settembre dello stesso anno (21.14% di share nella prima puntata, 27,20% nella seconda puntata). Nel 2008 con ARTIS realizza, sempre per RaiUno e con il marchio Artisacha, la fiction Io e mio figlio - Nuove storie per il commissario Vivaldi di Luciano Odorisio, sei puntate da cento minuti con Lando Buzzanca, Giovanni Scifoni e Caterina Vertova che arricchiscono il palinsesto invernale 2010 di RaiUno con una media di più di 5 000 000 telespettatori.
Giorgio Schöttler prosegue il suo impegno nella scrittura firmando il soggetto e la sceneggiatura del film epico Barbarossa diretto da Renzo Martinelli, con Rutger Hauer, Raz Degan e Kasia Smutniak, nelle sale nell'ottobre del 2009 e nello stesso anno ARTIS produce il film Il sorteggio per la regia di Giacomo Campiotti, con Giuseppe Fiorello, Gioia Spaziani, Giorgio Faletti ed Ettore Bassi. Il film, nel corso del 2010, riceve larghi consensi al FIPA di Biarritz e al Detective Fest di Mosca in gennaio e alla IV edizione del Roma Fiction Fest in luglio, dove viene presentato in Anteprima Nazionale, la messa in onda su RaiUno in prima serata avviene nell'ottobre dello stesso anno vincendo la serata degli ascolti con più di 6 000 000 telespettatori.
Nel 2010 produce la miniserie tv in due puntate Il signore della truffa, girata interamente a Verbania e sul lago Maggiore, una co-produzione ARTIS e Rai Radiotelevisione Italiana, con Gigi Proietti nei panni di un ladro di lungo corso che decide di impiegare le sue abilità a fin di bene. Nel 2011 è invece la volta di Cesare Mori - Il prefetto di ferro, anch'essa miniserie tv in due puntate, sulla figura storica di Cesare Mori che, in veste di commissario prima e di prefetto poi, fu tra i primi a contrastare, nei primi decenni del novecento, le attività mafiose in Sicilia e che venne, a fine carriera, eletto senatore da Benito Mussolini. Sono già in cantiere, sempre per la Rai, Mission: Italiani di pace, una lunga serialità di forte attualità che narra le vicende dei nostri soldati di pace impegnati in Afghanistan e la miniserie tv di carattere storico Patrioti che narra gli epici avvenimenti che hanno portato all'unità d'Italia, entrambe destinate alle celebrazioni per i 150 anni d'Italia, ne hanno ottenuto il patrocinio.
Il 20 maggio 2011 il Presidente della Repubblica Giorgio Napolitano riceve in udienza al Quirinale Giorgio Schöttler insieme al direttore di RaiFiction Fabrizio Del Noce, i quali gli presentano i contenuti e le fasi di realizzazione dei progetti Patrioti e Mission: italiani di pace, in vista della loro preparazione..

## Filmografia

### Produzioni televisive
- Giuseppe Moscati - L'amore che guarisce, regia di Giacomo Campiotti (2007)
- Io e mio figlio - Nuove storie per il commissario Vivaldi, regia di Luciano Odorisio (2008)
- Il sorteggio, regia di Giacomo Campiotti (2009)
- Il signore della truffa, regia di Luis Prieto (2010)
- Cesare Mori - Il prefetto di ferro, regia di Gianni Lepre (2011)

### Soggetto
- Barbarossa, regia di Renzo Martinelli (2009)
- Il signore della truffa, regia di Luis Prieto (2010)

### Sceneggiatura
- Barbarossa, regia di Renzo Martinelli (2009)